# Lindensee (Kahl am Main)
Der Lindensee ist ein Baggersee bei Kahl am Main im Landkreis Aschaffenburg in Unterfranken.

## Beschreibung
Der Lindensee liegt im Wald nördlich von Kahl am Main. Südlich befindet sich der größere See Freigericht-Ost mit dem Kahler Campingplatz. Der gut acht Hektar große Lindensee gehört zur Kahler Seenplatte. Er entstand im Jahr 1970 durch Kiesabbau. Vor dem Beginn des Kiesabbaus befand sich am heutigen Platz des Sees ein versumpftes Gebiet, in dem Torfstich betrieben wurde. Durch dieses Gebiet verlief der Weihergraben in Richtung Schifflache. Der Lindensee gehört als Privatbesitz zum nahegelegenen Schloss Emmerichshofen. Am Südwestufer liegt seit 1968 eine Ferienhauskolonie, in skandinavischem Baustil. Es besteht eine Verbindung zum Schloßsee.